# Euploca cerroleonensis
Euploca cerroleonensis är en strävbladig växtart som först beskrevs av R.Degen, och fick sitt nu gällande namn av R.Degen. Euploca cerroleonensis ingår i släktet Euploca och familjen strävbladiga växter. Inga underarter finns listade i Catalogue of Life.